# カワバンガ
カワバンガ(Cowabunga) とは、1960年代のサーファー文化におけるスラングの一つである。サーフィンでうまく波に乗ることができたときに発せられる場合が、主な使用例である。

## 由来
この言葉は、1950年代のアメリカの子供向けテレビ番組、『Howdy Doody』に登場するキャラクター、Chief Thunderthud によって使われた言葉、"kawabonga"に由来する。ティンカ・トンカ・インディアン（Tinka Tonka Indians、Princess Summerfall WinterspringとChief Feathermanによる架空の部族）の言葉で、あらゆる驚きを表現するために用いられる "kawagoopa" という言葉があったが、後にChief Thunderthud（Ooragnak Tribeに属した）が同様の感嘆として "kawabonga" を使い始めた。1960年代、この番組を見て育ったサーファーたちが、この言葉をサーフィンの場で用いて、いつしか「カワバンガ（Cowabunga） 」という現在の語形に変化していった。

## 1970年代から1990年代まで
1970年代に、別のアメリカの子供向けテレビ番組『セサミストリート』のキャラクターであるクッキーモンスターは感嘆表現として "Kowabunga!" （頭文字が C ではなく K になっているのは、内で「今日のアルファベット」として K が採り上げられた際に K で始まる例にこの言葉が用いられたため）を使用するようになった。そして、早熟な7歳の少女プレーリー・ドーンにとの掛け合いでは、プレーリーの「カワバンガ？　いえいえ、カワバンガなんて言葉じゃないでしょ（"Kowabunga? No no. Kowabunga, that's not a word!"）」という指摘に対して、クッキーは「いいや、言葉だ。あぁ、あぁ。内輪の掛け声みたい、だけど気持ち伝わる、これはこれで（"Yes, it a word! Yeah yeah. It be esoteric but it, it poetic in own right."）」と返答している（その後プレーリーから「じゃあカワバンガのちゃんとした意味は？（"What exactly does Kowabunga mean?"）」と訊ねられたクッキーは「意味は、これ（"It mean this."）」と即答した直後に「カワバンガ！」と絶叫、実は掛け合いの冒頭から「美味しそう（"That look so delicious."）」と狙っていた大きな K の字の飾りをバリバリと食べてしまう。ちなみにクッキーモンスターの口調は元々脱落（三単現の -s や be 動詞の殆どなど）や単純化（一人称単数が常に Me など）の多いカタコト英語であり、上記セリフ引用部分は原文ママである）。
また、『ピーナッツ』の登場キャラクターであるスヌーピーや漫画『ガーフィールド』の主人公ガーフィールドのような漫画のキャラクターたちもこの言葉を広く知らしめたという。そして、この言葉が世界の人々の間によく知られるようになったきっかけは、1980年代後半から1990年代前半にかけて放送されたアニメ番組『ティーンエイジ・ミュータント・ニンジャ・タートルズ』の主人公の一人であるミケランジェロが多用したことである。また、1990年代初頭のアニメ『ザ・シンプソンズ』の登場人物であるバート・シンプソンの着ていたTシャツの絵柄として2回登場した。
1997年には、ハンソンのメンバーである、アイザック・テイラー・ザックらによる自主制作ビデオ『タルサ、東京、そしてどこからも遠い場所』の中でもこの表現が行われた。
さらに、southern federation United States Wrestling Associationに所属するプロレスラーにカワバンガを名乗る人物が登場した（カクタス・ジャックのマネージャーを務め、またWCWなどのレフェリーとしても知られた、マーク・カーティスことブライアン・ヒルデブランド（en:Brian Hildebrand）が正体であった）。彼はニンジャタートルズのコスチュームを身につけたレスラーであった。

## 2000年代以降
現在、この言葉はアメリカ国内のあらゆる場面で用いられている。例えば、アメリカ国立ヒトゲノム研究所のプレスリリースには、「やったぜ！ 我々科学者はウシゲノム解析プロジェクトを開始しました！("Cowabunga! Scientists To Start Bovine Genome Project")」と書かれた。また、MSNBC の記事には、「やったぜ、肥料で発電です(Cowabunga: Manure becomes electricity)」というタイトルが付けられた。
別の使い方として、どこかへ跳ね上がるとき、または飛び込むときに、あたかも爆撃をするかのごとく「カワバンガ！」と叫びながら行うことがある
映画『Barnyard』（注:ウシが主人公のCGアニメ映画）では、「マナバンガ！（"man-abonga" 、ウシを表すcowと人間を表すmanを入れかえたもの）」という使用例がある。
2002年の映画、『アバウト・ア・ボーイ』の登場人物である12歳の少年マーカスがこの言葉を使った。